# Anoplognathus pindarus
Anoplognathus pindarus är en skalbaggsart som beskrevs av Phillip B. Carne 1957. Anoplognathus pindarus ingår i släktet Anoplognathus och familjen Rutelidae. Inga underarter finns listade i Catalogue of Life.